# Rovers Football Club
Maillots
Rovers FC est un club de football guamanien basé sur l'île de Guam qui évolue actuellement dans le Championnat de Guam de football.

## Historique
- 2014 : Premier titre de champion de Guam
- 2015 : Première participation à la Coupe de l'AFC

## Palmarès
- Championnat de Guam (6)
  - Champion : 2014, 2015, 2016, 2017, 2018, 2019

- Coupe de Guam (1)
  - Vainqueur : 2014

## Anciens joueurs
- Jason Cunliffe
- Ian Mariano
- Jonahan Romero